# Harlan Ellison
Harlan Jay Ellison (27. května 1934 Cleveland – 28. června 2018 Los Angeles) byl americký spisovatel, scenárista, literární kritik a editor. Tvořil především, i když nikoli výhradně, v oblasti sci-fi a fantastické literatury. Jeho publikované dílo zahrnuje více než 1700 povídek, novely, filmové scénáře, komiksové stripy, televizní scénáře, eseje a širokou škálu kritiky pojednávající literaturu, film, televizi i tištěná média. Mezi jeho nejznámější díla patří epizoda Star Treku „Město na pokraji věčnosti“ (o této zkušenosti napsal knihu, která obsahuje také jeho původní scénář), cyklus Chlapec a jeho pes a povídky „Nemám ústa & musím křičet“ a „Kaj se, Harlekýne! řekl Ticktockman“. Byl také redaktorem sborníků sci-fi povídek Nebezpečné vize (1967) a Znovu nebezpečné vize (Again, Dangerous Visions, 1972). Ellison získal řadu ocenění, včetně několika cen Hugo, Nebula a Edgar.